# Anita Ekberg

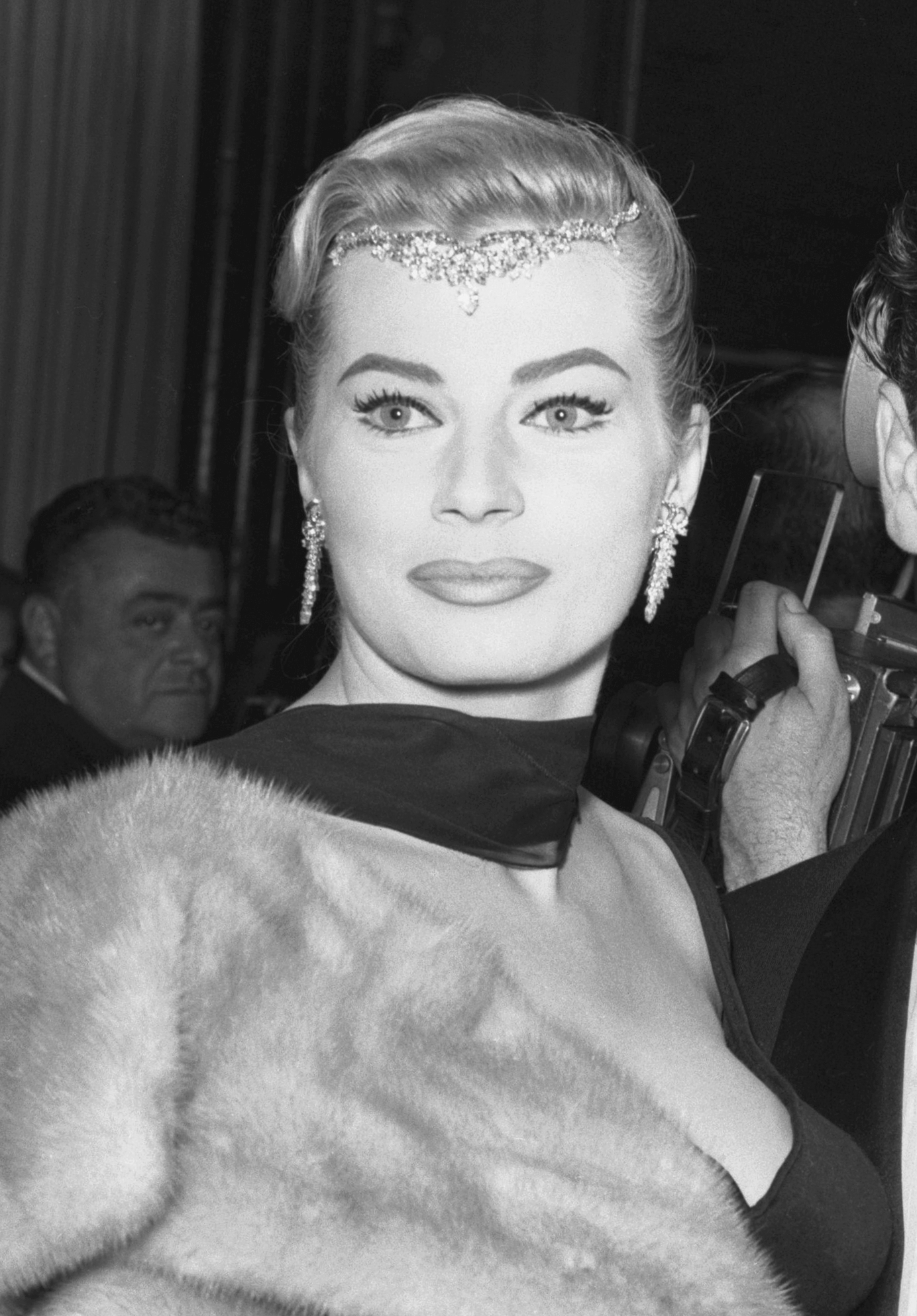
Anita Ekberg (1958)

Kerstin Anita Marianne Ekberg (* 29. September 1931 in Malmö; † 11. Januar 2015 in Rocca di Papa, Italien) war eine schwedische Schauspielerin und Fotomodell. In den 1950er Jahren galt sie als Sexsymbol.

## Leben

### Karriere

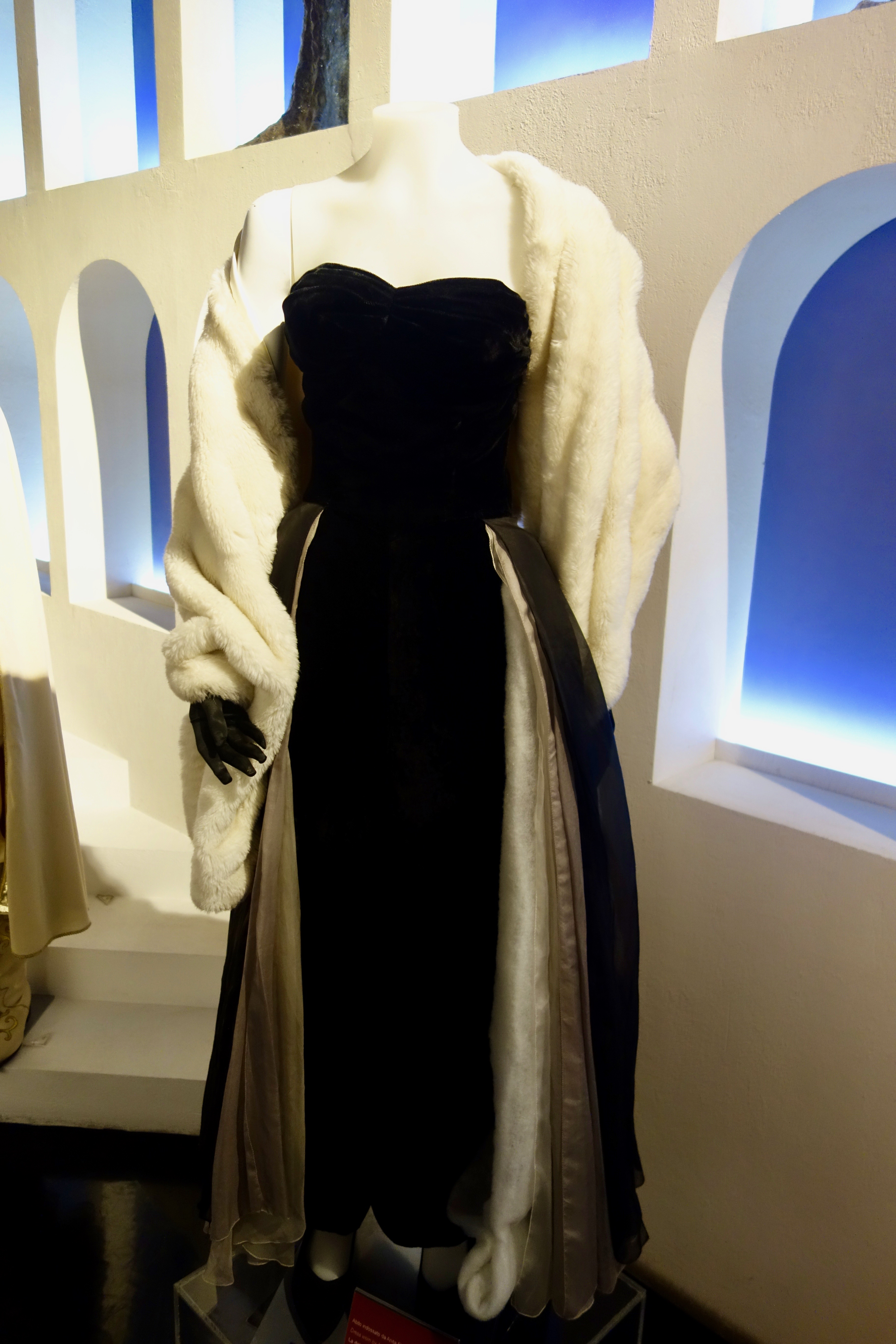
Anita Ekbergs Kostüm aus Das süße Leben, Cinecittà Studios

Ekberg wurde 1950 Miss Schweden und damit einer größeren Öffentlichkeit bekannt. Einen ersten größeren Erfolg hatte sie 1953 in den Filmen Abbott and Costello Go to Mars und Der gelbe Strom an der Seite von John Wayne und Lauren Bacall. 1956 spielte Anita Ekberg in der opulenten und starbesetzten Tolstoi-Verfilmung Krieg und Frieden und erhielt im gleichen Jahr für Der gelbe Strom den Golden Globe als beste Nachwuchsdarstellerin. Erfolgreich war sie danach auch mit den Filmen Die Mongolen (1961) und Boccaccio 70 (1962), aber vor allem mit Federico Fellinis Das süße Leben (1960) an der Seite von Marcello Mastroianni und ihrer berühmten Badeszene im Trevi-Brunnen. 1963 war sie Partnerin von Frank Sinatra und Dean Martin in der Westernkomödie Vier für Texas. Danach spielte sie kaum noch in nennenswerten Produktionen mit, die einzige Ausnahme stellte 1986 Fellinis Intervista dar.

### Privates

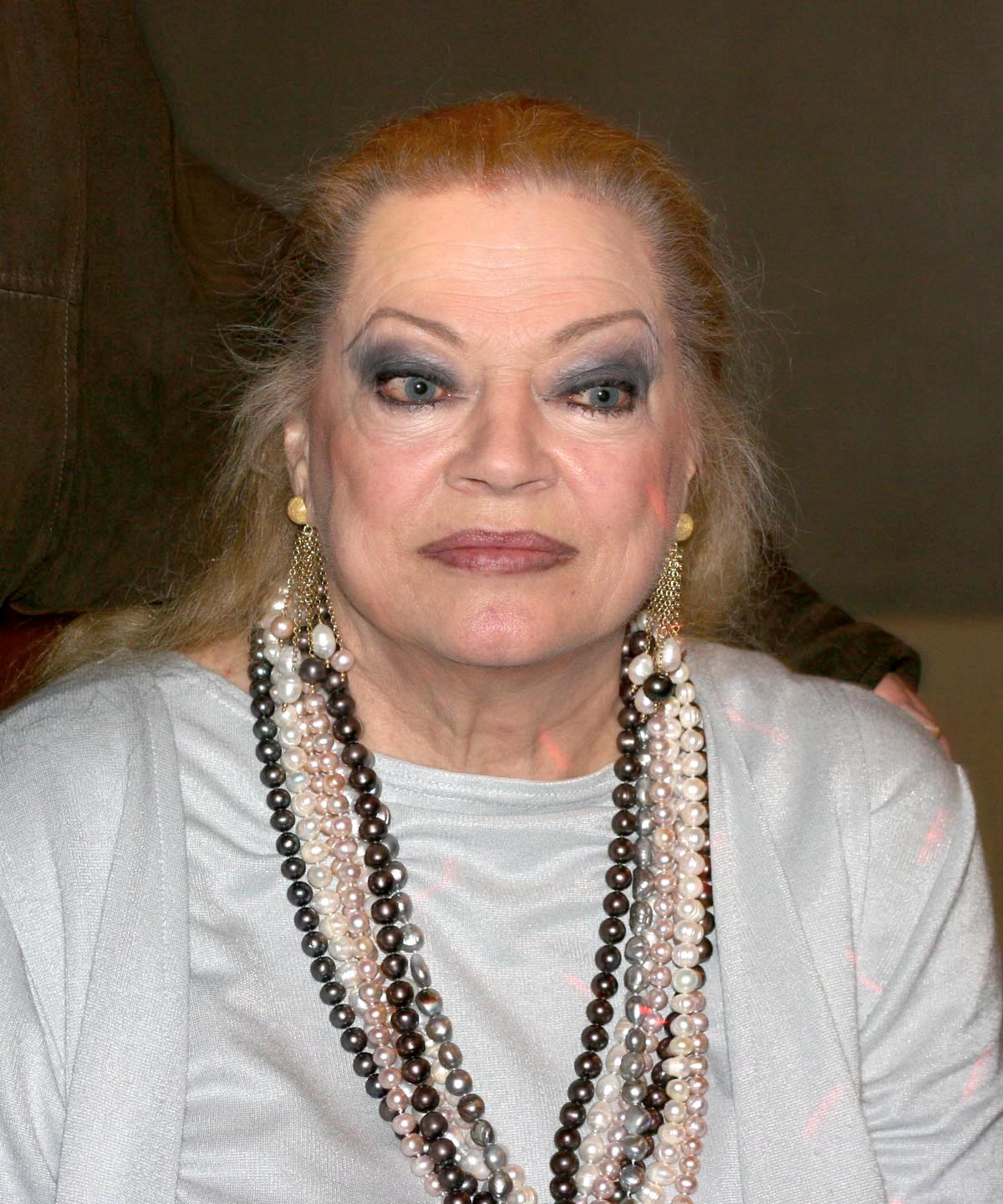
Anita Ekberg (2007)

Von 1956 bis 1959 war Anita Ekberg mit dem britischen Schauspieler Anthony Steel und von 1963 bis 1975 mit dem US-amerikanischen Schauspieler Rik van Nutter verheiratet. Beide Ehen blieben kinderlos. Ekbergs große Liebe war Gianni Agnelli, der italienische Industrielle und Besitzer von Fiat. Mehrere Jahre lang waren sie ein Liebespaar, obwohl er verheiratet war.
Sie lebte zuletzt in Genzano di Roma. Nachdem in ihr Haus eingebrochen worden war und dabei ein Brand ausbrach, geriet Ekberg in finanzielle Not. Sie wohnte in der Folge in einem Seniorenheim in der Nähe von Rom und schrieb an ihren Memoiren. Nach einer Schenkelhalsfraktur war sie auf einen Rollstuhl angewiesen.
Anita Ekberg starb im Januar 2015 im Alter von 83 Jahren in einem Krankenhaus in Rocca di Papa unweit von Rom nach langer Krankheit. Ihre Urne wurde auf dem Gamla kyrkogård (deutsch Alter Kirchfriedhof) im schwedischen Skanör beigesetzt.

## Filmografie (Auswahl)
- 1952: Eine abenteuerliche Frau (Take Me to Town)
- 1953: Die Welt gehört ihm (The Mississippi Gambler)
- 1953: Abbott and Costello Go to Mars
- 1953: Das goldene Schwert (The Golden Blade)
- 1955: Maler und Mädchen (Artists and Models)
- 1955: Der gelbe Strom (Blood Alley)
- 1956: Krieg und Frieden (War and Peace)
- 1956: Alles um Anita (Hollywood or Bust)
- 1956: Der Mann in der Gruft (Man in the Vault)
- 1956: Zarak Khan (Zarak)
- 1957: Die blonde Venus (Screaming Mimi)
- 1957: Falsches Geld und echte Kurven (Paris Holiday)
- 1957: Der Mann, den keiner kannte (Interpol)
- 1957: Der Sadist (Valerie)
- 1958: Der Mann ohne Nerven (The Man Inside)
- 1959: Im Zeichen Roms (Nel segno di Roma)
- 1960: Ein Degen und drei Spitzenhöschen (Le tre „eccetera“ del colonnello)
- 1960: Die Hölle am gelben Fluß (Apocalisse sul fiume giallo)
- 1960: Rosemarie GmbH (Anonima cocottes)
- 1960: Das süße Leben (La dolce vita)
- 1961: Blumen für die Angeklagte (A porte chiuse)
- 1961: Die Mongolen (I mongoli)
- 1962: Boccaccio 70 (Bocaccio ’70)
- 1963: Vier für Texas (4 for Texas)
- 1963: Bob auf Safari (Call Me Bwana)
- 1965: Die Morde des Herrn ABC (The Alphabet Murders)
- 1965: Das Liebeskarussell
- 1966: Das Mondkalb (Way … Way Out!)
- 1966: Das gewisse Etwas der Frauen (Come imparai ad amare le donne)
- 1967: Die Cobra (Il cobra)
- 1967: Die Gewalttätigen (Fugitivos en rainbow)
- 1967: Siebenmal lockt das Weib (Woman Times Seven)
- 1969: Blonde Köder für den Mörder
- 1969: So reisen und so lieben wir (If It’s Tuesday, This Must Be Belgium)
- 1970: Die Clowns (I clowns) (TV-Film)
- 1972: Djangos blutige Spur (La lunga cavalcata della vendetta)
- 1972: Das Auge des Bösen (Casa d’appuntamento)
- 1972: Brennpunkt Seoul (Northeast of Seoul)
- 1978: Geständnis einer Nonne (Suor Omicidi)
- 1979: S.H.E. (S+H+E: Security Hazards Expert)
- 1979: Weiße Sklavin der grünen Hölle (Gold of the Amazon Women)
- 1986: Schamlose Angela (Dolce pelle di Angela)
- 1987: Fellinis Intervista (Intervista)
- 1996: Bambola (Bámbola)

## Trivia
Im James-Bond-Film Liebesgrüße aus Moskau kommt eine Hauswand-Werbung mit dem Anita-Ekberg-Film Bob auf Safari vor; genau an der Stelle ihres Mundes befindet sich ein Fluchtfenster.